# Accordo di Charlottetown
L'Accordo di Charlottetown è un progetto abortito di riforma costituzionale in Canada. Proposto dal governo federale canadese e i governi provinciali nel 1992, questo progetto fu respinto da una maggioranza di canadesi durante il referendum del 26 ottobre 1992 in Canada.
Il fallimento dell'accordo fu tra le principali cause del riallineamento politico delle elezioni del 1993, caratterizzate dal crollo dello storico Partito Conservatore Progressista, principale architetto dell'accordo, e la nascita di due partiti regionalisti, il populista Partito Riformatore e l'indipendentista Blocco del Québec. I riformatori causarono il declino dei conservatori progressisti, e il rinnovamento dell'indipendentismo quebecchese portò al referendum sull'indipendenza del Québec del 1995.

## Contesto
Fino al 1982, le Leggi sul Nord America Britannico del 1867 e gli emendamenti successivi formavano lo zoccolo della Costituzione del Canada. Poiché la Legge del 1867 era stata scritta dal Parlamento britannico, il governo del Canada si trovava in una posizione atipica: benché la sua indipendenza fosse stata riconosciuta su scala internazionale, il Canada doveva ottenere l'approvazione di un altro governo, quello britannico, per modificare la propria Costituzione. Vari tentativi infruttuosi erano stati fatti prima per rimpatriare la Costituzione, particolarmente nel 1971 mediante la Carta di Victoria.
Nel 1981, il primo ministro Pierre Elliott Trudeau arrivò dopo dei negoziati a un'intesa che formò la Legge sul Canada del 1982. Anche se questa intesa fu adottata, facendo così delle Leggi sul Nord America Britannico la costituzione del paese, essa fu respinta dal primo ministro del Québec, René Lévesque, e l'Assemblea nazionale del Québec. Malgrado tutto, la Corte suprema del Canada giudicò che né il Québec né alcun'altra provincia disponevano di un diritto di veto che permettesse loro di impedire al governo federale di far adottare la Legge sul Canada del 1982 e che la modifica della Costituzione si applicava a tutte le province malgrado le loro rivendicazioni.
Il primo ministro seguente, Brian Mulroney, era determinato a riuscire là dove Trudeau aveva fallito, arrivando a un'intesa che avrebbe permesso al Québec di ratificare la Costituzione modificata. Guidati da Mulroney, i governi federale e provinciali firmarono l'Accordo del lago Meech nel 1987. Malgrado tutto, nel 1990, quando fu raggiunta la data limite della ratifica, due province, il Manitoba e Terranova, avevano sempre rifiutato di ratificare l'Accordo, la seconda avendo perfino rinnegato la sua firma, per volontà di Clyde Wells. Questa sconfitta portò alla rinascita dei movimenti sovrainisti quebecchesi.
Nei due anni che seguirono, l'avvenire del Québec dominò l'agenda nazionale. Il governo del Québec istituì nel settembre 1990 la Commissione Bélanger-Campeau per discutere dell'avvenire del Québec all'interno o all'esterno del Canada e il Partito Liberale del Québec con il suo capo in quest'epoca, Robert Bourassa, il Comitato Allaire (Jean Allaire, fondatore dell'ADQ). Il governo federale replicò istituendo il Comitato Beaudoin-Edwards e la Commissione Spicer per trovare il mezzo di risolvere i  guai del Canada inglese. L'ex primo ministro Joe Clark fu scelto dal ministro degli Affari costituzionali e fu incaricato di forgiare una nuova intesa costituzionale.
Nell'agosto 1992, i governi federale, provinciali e territoriali, nonché dei rappresentanti dell'Assemblea delle Prime Nazioni, del Consiglio nativo del Canada, del Tapirisat Inuit del Canada e il Consiglio nazionale dei Métis giunsero a un'intesa conosciuta sotto il nome di Accordo di Charlottetown.

## Accordo
Mediante l'Accordo di Charlottetown, i politici tentarono di risolvere varie dispute ancestrali che circondavano la ripartizione dei poteri tra il governo federale e i governi provinciali. Esso accordava alle province una giurisdizione esclusiva sulle foreste, le miniere e le altre risorse naturali, nonché sulle politiche culturali. Il governo federale avrebbe mantenuto il suo controllo sulla Société Radio-Canada (l'emittente radiotelevisiva pubblica del Canada) e sull'Office national du film (la società pubblica di produzione e distribuzione cinematografica del Canada). L'accordo voleva armonizzare le politiche tra i diversi livelli governativi a proposito dei settori come le telecomunicazioni, il lavoro, lo sviluppo delle regioni e l'immigrazione.
Il diritto federale per il quale il luogotenente governatore di una provincia poteva domandare al governo federale di approvare una legge provinciale sarebbe stato abolito e il diritto di veto federale se ne sarebbe trovato fortemente limitato.
L'autorità del governo federale sarebbe stata soggetta a un controllo molto più stretto. I governi provinciali avevano spesso contestato certe intese del governo federale secondo le quali questo doveva rimborsare le province che respingevano certi programmi, come quelli concernenti l'assicurazione-malattia, i servizi sociali, l'educazione post-secondaria, ecc., che sarebbero stati sotto giurisdizione provinciale. Queste intese erano spesso accompagnate da condizioni sul finanziamento. L'Accordo de Charlottetown avrebbe impedito al governo federale di imporre le sue condizioni. Ma questo limite di spesa del potere federale sarebbe stato costituzionalizzato del solo per 5 anni. Dopodiché, avrebbe dovuto esserci un nuovo negoziato tra le province e Ottawa.
L'accordo propose anche una carta per promuovere certi obiettivi quali l'assicurazione malattia, l'istruzione, la protezione dell'ambiente e il commercio. Furono altresì inserite clausole per eliminare le barriere alla libera circolazione dei beni, dei servizi e dei capitali.
L'accordo conteneva anche una "clausola Canada", che codificava i valori che definiscono la natura del carattere dei Canadesi. Questi valori comprendono tra gli altri l'egualitarismo, la diversità e il riconoscimento del Québec in quanto società distinta. I governi nativi autoproclamati sarebbero stati approvati per principio.
Più di tutto, l'Accordo proponeva una serie di modifiche istituzionali, che avrebbero cambiato radicalmente la faccia della politica canadese. Ad esempio, la composizione e il processo di nomina alla Corte suprema del Canada sarebbero stati stabiliti dalla Costituzione. La convenzione voleva che tre dei nove giudici della Corte suprema fossero originari del Québec a causa dell'applicazione del Codice civile del Québec piuttosto che della common law di ispirazione britannica, il che non era mai stato costituzionalmente previsto.
Il Senato canadese sarebbe stato riformato in maniera che questa riforma potesse riassumersi mediante l'acronimo "Tripla E" (Eguale, Eletto ed Efficace). L'accordo permetteva ai senatori di essere eletti, sia durante un'elezione generale, sia nel corso di una legislatura provinciale. Tuttavia, i poteri del Senato si sarebbero trovati ridotti. Gli ambiti culturali e linguistici avrebbero richiesto una doppia maggioranza, sia una maggioranza dei senatori, sia una maggioranza dei senatori francofoni. Ma il governo federale ritenuto che ciò che costituisse un "ambito culturale" che poteva formare oggetto di un voto al Senato. In più, il Québec vedeva ridursi il numero dei suoi senatori di circa il 9% e riceveva in compensazione 25 seggi supplementari nel Parlamento federale.
Anche l'assicurazione contro la disoccupazione diventava un settore di competenza esclusivamente federale.
Cambiamenti furono proposti anche per la Camera dei comuni. Dopo una ridistribuzione, il numero dei seggi sarebbe stato sempre rivisto in aumento e una provincia non avrebbe mai potuto avere meno seggi di un'altra provincia con popolazione minore. Tuttavia, il Québec non avrebbe mai potuto avere meno di un quarto dei seggi della Camera.
L'accordo avrebbe formalmente istituzionalizzato il processo di consultazione federale/provinciale/territoriale e avrebbe permesso in certe circostanze un'inclusione degli Indiani. Esso aumentava anche il numero di temi costituzionali per i quali una proposta di modifica avrebbe necessitato di un'adozione all'unanimità.

## Referendum
Contrariamente all'Accordo del lago Meech, il processo dell'Accordo di Charlottetown era un referendum nazionale. Tre province, la Columbia Britannica, l'Alberta e il Québec avevano recentemente adottato leggi che obbligavano tutti gli emendamenti costituzionali ad essere sottoposti a referendum. In più, in seguito ai negoziati di Charlottetown, il primo ministro del Québec di allora, Robert Bourassa, affermò che avrebbe tenuto un referendum sia su un nuovo accordo costituzionale sia su un Québec indipendente. La Columbia Britannica e l'Alberta accettarono di partecipare al referendum federale, ma il Québec scelse di fare il proprio voto separato. (Per questa ragione, i Quebecchesi che vivevano temporaneamente all'esterno del Québec avevano la possibilità di votare due volte, e ciò, legalmente.)
L'accordo non doveva solamente essere approvato da una maggioranza di cittadini, ma anche dalla maggioranza degli elettori di ciascuna provincia. Se una sola provincia non avesse ottenuto una maggioranza del "50% + 1 dei voti", l'accordo non sarebbe stato adottato.

## Campagna
La campagna ottenne l'appoggio di vari gruppi per la nuova Costituzione. I conservatori progressisti, i liberali e il Nuovo Partito Democratico appoggiarono l'accordo, contrariamente al Partito Riformista del Canada e al Blocco del Québec. Le Prime Nazioni avallarono l'accordo come fecero i gruppi per la difesa delle donne e gli uomini d'affari. I diedi primi ministri provinciali l'appoggiarono. Nei media anglofoni, pressoché tutti gli editorialisti erano favorevoli. Dunque, la campagna sull'accordo cominciò bene perché era popolare da un oceano all'altro. I capi dei più importanti partiti federali viaggiavano dappertutto in Canada per sostenere l'accordo, mentre impressionanti quantità di denaro furono investite sulla pubblicità pro Charlottetown. Parecchi dei suoi difensori ammisero che l'accordo conteneva parecchie falle, ma anche che era la sola maniera di mantenere il paese unito.
Gli oppositori dell'intesa di Charlottetown venivano da orizzonti molto diversi. Nel Québec, principalmente preoccupato da questa intesa a causa del fallimento dell'Accordo del lago Meech ne 1990, c'erano i sovranisti quebecchesi come Lucien Bouchard, capo del Blocco del Québec, e Jacques Parizeau, capo del Parti Québécois. Essi erano ferocemente contrari a questa intesa, perché credevano che il Québec non avrebbe ottenuto abbastanza poteri e che il processo, invece di concentrarsi sul Québec al fine di riparare l'affronto del 1982 (rimpatrio della Costituzione), avrebbe preso la forma di una lista della spesa un tanto per ciascuno. Nel Canada, Preston Manning, capo del nuovo Partito Riformista, fece campagna contro l'intesa perché si opponeva al riconoscimento del Québec in quanto società distinta e alla riforma del Senato che non era stata fatta correttamente. Un altro oppositore era l'ex primo ministro del Canada, Pierre Elliott Trudeau, colui che aveva proceduto al rimpatrio della Costituzione nel 1982 senza l'accordo del Québec. In una intervista pubblicata in origine sulla rivista Maclean's, difese l'opinione che l'accordo avrebbe portato alla fine del Canada e alla dissoluzione del governo federale.
E mentre la campagna avanzava, l'accordo diventava continuamente sempre meno popolare. Troppo spesso, l'elettorato trovava une parte dell'accordo con la quale era in disaccordo. E ciò, senza contare l'estrema impopolarità di Brian Mulroney nel 1992 e l'antipatia generale della popolazione verso i dibattiti costituzionali. Vari critici,  particolarmente quelli dell'ovest, affermarono che l'accordo era creato essenzialmente dalle élite politiche per codificare ciò che il Canada "avrebbe dovuto" essere. Il divulgatore Rafe Mair guadagnò un riconoscimento e una notorietà nazionali dichiarando che l'accordo rappresentava un tentativo di imprigionare il potere del Canada in Québec e in Ontario a vantaggio delle altre province come l'Alberta e la Columbia Britannica, che già sfidavano la sua autorità. I difensori di questa opinione fecero campagna utilizzando l'antipatia del popolo verso gli interessi delle élite del Canada.

## Risultati
Il 26 ottobre 1992, ecco il quesito che fu posto ai cittadini:
I risultati:
| Alberta                    | 39,8 | 60,2 | 72,6 |  |  |
| Columbia Britannica        | 31,7 | 68,3 | 76,7 |  |  |
| Isola del Principe Edoardo | 73,9 | 26,1 | 70,5 |  |  |
| Manitoba                   | 38,4 | 61,6 | 70,6 |  |  |
| Nuovo Brunswick            | 61,8 | 38,2 | 72,2 |  |  |
| Nuova Scozia               | 48,8 | 51,2 | 67,8 |  |  |
| Ontario                    | 50,1 | 49,9 | 71,9 |  |  |
| Québec                     | 43,3 | 56,7 | 82,8 |  |  |
| Saskatchewan               | 44,7 | 55,3 | 68,7 |  |  |
| Terranova                  | 63,2 | 36,8 | 53,3 |  |  |
| Territori del Nord-Ovest   | 61,3 | 38,7 | 70,4 |  |  |
| Yukon                      | 43,7 | 56,3 | 70,0 |  |  |
|                            |      |      |      |  |  |
| Totale                     | 45,7 | 54,3 | 71,8 |  |  |

La CBC commentò i risultati dicendo che "L'Accordo di Charlottetown è nato morto".
I risultati furono sorprendenti sotto parecchi aspetti. Le province che avevano votato per il Partito Conservatore a maggioranza semplice o assoluta durante l'elezione del 1988 (Québec, Alberta e Manitoba), votarono per il No. Le province (o i territori) che avevano votato per il Partito Liberale a maggioranza semplice o assoluta nel 1988 (Ontario, Terranova, Nuovo Brunswick, Nuova Scozia, Isola del Principe Edoardo e Territori del Nord-Ovest), votarono Sì (ad eccezione della Nuova Scozia che votò No con un margine debole). Infine, le province (territori) che avevano votato per il Partito Neodemocratico a maggioranza semplice assoluta nel 1988 (Yukon, Columbia Britannica e Saskatchewan), votarono No. I principali partiti erano dunque contraddetti dagli elettori che formavano la propria base elettorale: i conservatori appoggiando il Sì, ma venendo rinnegati nelle province che avevano votato per loro 4 anni prima, i liberali (tra cui Pierre Elliot Trudeau) appoggiando il No, ma venendo rinnegati dalle province che avevano votato liberale nel 1988, incluse le circoscrizioni anglofone dell'ovest della'isola di Montréal, tra cui l'ex circoscrizione di P.E. Trudeau, Mont-Royal, con più dell'82% per il Sì. L'influenza di quest'ultimo sugli elettori che formavano la base tradizionale dei liberali è stata dunque largamente sopravvalutata.

## Conseguenze
L'impatto del referendum fece sì che la stampa canadese gli assegnasse il titolo di Canadian Newsmaker of the Year ("Notizia canadese dell'anno"), un onore che di solito va singole persone. La CBC disse che questa era la prima volta che le "sale stampa del paese hanno selezionato un simbolo invece di una persona specifica", il che sarebbe avvenuto di nuovo nel 2006 e nel 2007.
Molti pensarono, da una prospettiva che favorisse l'unità nazionale, che il risultato ottenuto fosse probabilmente il miglior risultato possibile dopo l'approvazione dell'accordo: dal momento che sia il Québec che il Canada anglofono lo avevano respinto, non c'era in realtà un disaccordo fondamentale come nel caso di Meech. Una spaccatura nel Partito Liberale del Québec riguardo all'accordo avrebbe portato l'ex presidente del comitato dei giovani liberali Mario Dumont (che aveva fatto campagna contro Charlottetown) a lasciare il partito e fondare l'Azione Democratica del Québec nel 1994.
Probabilmente, il risultato più impressionante del referendum fu il fatto che la maggior parte della popolazione del Canada votasse contro un accordo appoggiato da ogni primo ministro e dalla maggior parte dei gruppi politici e dei mezzi di comunicazione. Malgrado la forte pressione politica e mediatica, una maggioranza degli elettori canadesi non era disposta a sostenere l'accordo. Questa pungente polemica contro la "classe politica" in Canada era un'anticipazione di cose future. Mulroney si ritirò dalla politica nel giugno 1993 dopo che i sondaggi mostraronomche i Conservatori sarebbero stati pesantemente sconfitti continuando sotto la sua guida. Nelle elezioni federali del 25 ottobre 1993, solo un anno meno un giorno dopo il referendum di Charlottetown, i conservatori progressisti guidati dal successore di Mulroney, Kim Campbell, furono ridotti a due seggi nella peggiore sconfitta di un governo in carica a livelli federale. Nella maggior parte dei collegi elettorali occidentali essi furono sostituiti dal Partito della Riforma e in Québec dal Blocco del Québec, partiti che si erano opposti all'accordo. Il NPD fu ridotto a soli nove seggi. I liberali, malgrado il loro sostegno per l'accordo, trovarono un nuovo leader in Jean Chrétien, che promise di non rivisitare temi costituzionali, e ottennero una larga maggioranza nel nuovo Parlamento grazie alla loro vittoria quasi totale in Ontario.
Una delle riforme dell'accordo che trattava specificamente del Nuovo Brunswick fu attuata con successo nel 1993 con l'articolo 16.1 della Carta canadese dei diritti e delle libertà.
Tra la fine degli anni 1990 e l'inizio degli anni 2000, parecchie materie relative allo status del matters relating to the status of Québec sono state affrontate attraverso iniziative parlamentari (ad es., la Legge sulla chiarezza) o attraverso accordi intergovernativi. Nel 2006 la  Camera dei comuni del Canada approvò la "mozione sulla nazione quebecchese", riconoscendo i Quebecchesi francofoni come nazione all'interno di un Canada unito. francophone Quebecers as a nation within a united Canada. Al 2017 non vi sono stati ulteriori tentativi di risolvere lo status del Québec attraverso un processo costituzionale formale.
I recenti cambiamenti nella popolazione canadese, dove il Québec ha ormai il 23% della popolazione totale, confermano che la clausola di garanzia del 25% per il Québec sarebbe scattata durante le future distribuzioni dei seggi. Durante la ridistribuzione dei seggi della Camera dei comuni del 2012, ad esempio, il Québec ricevette un numero di seggi proporzionale alla sua popolazione in rapporto al Canada (23%), leggermente meno del 25% dei seggi che sarebbero stati garantiti in base all'Accordo di Charlottetown.